# Gerry Malone
Peter Gerald "Gerry" Malone (né le 21 juillet 1950) est un homme politique conservateur britannique qui est député de 1983 à 1987 et à nouveau de 1992 à 1997.
Né à Glasgow, Malone fait ses études au St Aloysius' College de Glasgow, puis fréquente l'Université de Glasgow.

## Carrière politique
Il est le candidat conservateur aux élections générales de février 1974 dans la circonscription de Glasgow Provan, où il est battu par Hugh Brown du Labour. Il fait d'autres tentatives infructueuses pour être élu à la Chambre des communes à Glasgow Pollok en octobre 1974, Roxburgh, Peebles et Selkirk aux élections générales de 1979 et à l'élection partielle de Glasgow Hillhead de 1982 où il perd le siège traditionnellement conservateur face à Roy Jenkins du SDP.
Il est élu député d'Aberdeen South en 1983, lors d'une victoire écrasante du Parti conservateur, mais perd le siège au profit de Frank Doran du Labour lors des élections générales de 1987.
Il est réélu au parlement en 1992, pour le siège conservateur « sûr » de Winchester. Il est nommé ministre d'État au ministère de la Santé en 1994, lorsque Virginia Bottomley est secrétaire d'État.
Malone perd de façon inattendue son siège de Winchester aux élections générales de 1997 par deux voix, au profit du candidat libéral-démocrate Mark Oaten . Malone conteste le résultat devant la Haute Cour, et il est déclaré nul, provoquant une élection partielle. Malone perd face Oaten par 21 566 voix lors de l'élection partielle qui a suivi .

## Carrière dans les Affaires
Malone est président de Regent-GM, un fournisseur de médicaments génériques du National Health Service (NHS) et une filiale de General Mediterranean Holding de Nadhmi Auchi. La société est dissoute en 2004 après avoir été accusée de collusion avec cinq autres sociétés pharmaceutiques pour surfacturer le NHS pour les médicaments .
Jusqu'en septembre 2014 il est président non exécutif d'Ultrasis  qui se spécialise dans les logiciels de thérapie cognitivo-comportementale informatisés.
Il est actuellement président d'une gamme de fonds communs de placement américains et siège au conseil d'administration du Mutual Funds Directors Forum (MFDF) basé à Washington ; Malone est administrateur de deux sociétés américaines de soins de santé, Bionik Labs et Medality Medical.
Malone est rédacteur en chef écossais du Sunday Times de 1987 à 1990 et animateur sur BBC Radio Scotland et Radio Clyde de 1987 à 1992. Il est actuellement critique d'opéra de ReactionLife, une publication d'actualités, de commentaires et d'arts en ligne.